# Dagling
Dagling (también Dögling) fue una dinastía legendaria, un clan nórdico del reino de Ringerike, Noruega vigente aproximadamente desde la Era de Vendel hasta la Era vikinga. La saga Ynglinga, del escaldo islandés Snorri Sturluson cita que el clan desciende de Dag el Grande, cuya hija Dageid casó con el rey sueco Alrekr y fue madre de Yngvi y Alf.

## Los nueve hijos de Dag

### Hyndluljóð
La herencia de Dag se refleja en la estrofa 18 del poema Hyndluljóð:
| Dagr átti Þóru drengja móður, ólusk í ætt þar æðstir kappar: Fraðmarr ok Gyrðr ok Frekar báðir, Ámr ok Jösurmarr, Alfr inn gamli. Varðar, at viti svá. Viltu enn lengra? | la consorte de Dag fue madre de héroes, Thora, quien le dio a él el más bravo de los guerreros, Frathmar y Gyrth y ambos Frekis, Am y Jofurmar, Alf el Viejo; Hay mucho por saber,-- ¿deseas escuchar aún más? |  |

### Hversu Noregr byggðist
En la más tardía Hversu Noregr byggðist, aparece Dag casado con una mujer llamada Þóra drengjamóður quien le dio nueve hijos. Entre ellos Óli, Ámr, Jöfurr y Arngrim, el berserker que casó con Eyfura, padre de Angantyr. Esta cita le posiciona como contemporáneo con el Dag de la saga Ynglinga, saga Hervarar y saga de Örvar-Oddr, por lo tanto los hijos de Arngrim, Angantyr y Hjörvard, serían primos hermanos del rey sueco Yngvi, con cuya hija Hjörvard pretendía desposarse. La historia desembocó en la muerte de Angantyr, Hjörvard y los otros diez hermanos luchando en un holmgang contra el campeón sueco Hjalmar y su hermano de sangre noruego Örvar-Oddr. Pero Hversu Noregr Byggðist cita que el abuelo de Dag recibió una promesa de los dioses que no habría descendencia femenina en los siguientes trescientos años, lo que no encaja con la historia de la presunta hija de Dag.
Otra línea sucesoria relacionada con Dag el Grande, según Hversu Noregr Byggðist era Óli, padre de Dag, a su vez padre de Óleif, quien fue padre de Hring (el viejo rey Ring de Friðþjófs saga hins frœkna), padre de Olaf, a su vez padre de Helgi, que fue padre de Sigurd Hart, padre de Ragnhild, y esta madre de Harald I de Noruega. Este linaje coincide parcialmente con Ragnarssona þáttr, donde se menciona que en lugar de Dag el Grande y su esposa Þóra drengjamóður como padres de Hring, quien fue padre de Ingi, a su vez padre de Ingjald, y este padre de Olaf, padre de Guðröðr y Helgi. Helgi casó con la hija de Sigurd Ragnarsson y fruto de ese enlace, nació Sigurd Hart, padre de Ragnhild, y por lo tanto madre de Harald I.